# Chaetopleura euryplax
Chaetopleura euryplax is een keverslakkensoort uit de familie van de Chaetopleuridae. De wetenschappelijke naam van de soort is voor het eerst geldig gepubliceerd in 1945 door Berry.